# نابرابری جنسیتی در سلامت
سازمان جهانی بهداشت سلامت را اینگونه تعریف نموده‌است: «برخورداری از سلامت و آسایش کامل جسمی، روانی و اجتماعی و نه فقط نداشتن بیماری یا ناتوانی و نقص عضو». سلامتی که در گزارش توسعه جهانی سال ۲۰۱۲ به‌عنوان یکی از دو سرمایه اصلی انسانی شناسایی شده‌است، بر توانایی فرد برای دستیابی به توانایی و استعداد نهانی کامل خود در یک جامعه اثرگذار باشد. با این وجود، در حالی که «برابری جنسیتی» پیشرفت قابل ملاحظه‌ای در زمینه‌هایی چون آموزش و مشارکت نیروی کار داشته‌است، نابرابری سلامت بین مردان و زنان همچنان معضل پابرجاست و به بسیاری از جوامع آسیب می‌رساند.
با آنکه زن و مرد هر دو با نابرابری‌های بهداشت و سلامت روبرو هستند، اما زنان در طول تاریخ میزان نامتناسبی از نابرابری سلامت را تجربه کرده‌اند. این موضوع از این واقعیت ناشی می‌شود که بسیاری از طرز تفکرها و شیوه‌های فرهنگی کنونی، یک جامعه مردسالار ساختاریافته و جاافتاده را ایجاد کرده‌اند که در آن زنان در معرض سوءاستفاده و بدرفتاری هستند. علاوه بر این، زنان معمولاً از دریافت فرصت‌های خاصی مانند تحصیل و کارِ با دستمزد که می‌تواند به بهبود دسترسی آنها به منابع و امکانات بهداشتی بهتر کمک کند، محروم می‌شوند. زنان همچنین در پژوهش‌ها، نمونه‌گیری‌ها و مطلعات علمی، آماری و غیره به تعداد کافی نماینده ندارند یا از کارآزمایی‌های بالینی حذف می‌شوند و بنابراین در تشخیص و درمان در معرض سوگیری اشتباه پزشکی هستند.

## تعریف نابرابری سلامت و بهداشت
نابرابری سلامت و بهداشت را سازمان جهانی بهداشت چنین تعریف کرده‌است: «تفاوت در مراقبت‌های بهداشتی ارائه‌شده به گروه‌های مختلف مردم که نه تنها غیر ضروری و قابل اجتناب است، بلکه ناعادلانه و تعصب‌آمیز است.» وجود بی‌عدالتی در مراقب‌های سلامت نشان می‌دهد که «برابری سلامت» در بسیاری از نقاط جهان وجود ندارد. برابری در سلامت به وضعیتی گفته می‌شود که در آن هر فرد فرصت مناسبی برای دستیابی به امکان بهداشت و سلامت کامل دارد. به‌طور کلی، اصطلاح‌های «نابرابری‌های سلامت» یا «بی‌عدالتی سلامت»، تفاوت در سطح بهداشت و سلامت در میان افرادی است که در جایگاه‌های مختلف جامعه در یک سلسله مراتب اجتماعی-اقتصادی قرار دارند.

## جنسیت به عنوان محور تفاوت

### سوگیری علیه زنان
ساختارهای اجتماعی بسیاری از کشورها، به حاشیه راندن و ظلم به زنان را در قالب هنجارهای اجتماعی و کدهای قانونی تداوم می‌بخشند. به سببِ این نظم اجتماعی نابرابر، زنان معمولاً در موقعیت‌هایی قرار می‌گیرند که دسترسی و کنترل کمتری بر منابع و امکانات بهداشتی و مراقبت‌های سلامت دارند و همین موضوع، زنان را بیشتر از مردان در برابر مشکلات سلامت آسیب‌پذیر می‌کند. برای نمونه، زنانی که در مناطق کم درآمد زندگی می‌کنند، مراقب‌های بهداشتی بسیار محدودی در سرتاسر زندگی خود دریافت می‌کنند زیرا امکان کمتری برای دسترسی به تحصیلات عالی و اشتغال دارند. در نتیجه، شاخص امید به زندگی در بدو تولد، بهداشت تغذیه‌ای و مصونیت در برابر بیماری‌های مسری و غیرواگیر در زنان کمتر از مردان است.

### سوگیری علیه مردان
با آنکه اکثریت نابرابری‌های جنسیتی بهداشت و سلامت در جهان متوجهِ زنان است، شرایطی وجود دارد که در آن مردان در وضعیت بدتری هستند. یکی از این موارد، جنگ‌های مسلحانه است که مردان اغلب قربانیان فوری آن هستند. پژوهش بر روی جنگ و درگیری در ۱۳ کشور از سال ۱۹۵۵ تا ۲۰۰۲ نشان داد که ۸۱ درصد از کل مرگ‌ومیرهای خشونت‌آمیز ناشی از جنگ در مردان بوده‌است. جدای از درگیری‌های مسلحانه، در مناطقی هم که خشونت بالایی دارند، مانند مناطق تحت کنترل کارتل‌های مواد مخدر، نرخ مرگ‌ومیر مردان بالاتر است. این مشکل از برخی باورهای اجتماعی ناشی می‌شود که کمالِ مطلوبِ مردانگی را با رفتار تهاجمی و تقابلی مرتبط می‌کند. سرانجام، تغییرات ناگهانی و شدید در وضعیت اقتصادی و از بین رفتن تور ایمنی اجتماعی، به‌ویژه یارانه‌های اجتماعی و کالابرگ‌های غذایی، با سطوح بالاتر مصرف مشروبات الکلی و فشار روانی در میان مردان مرتبط بوده و منجر به افزایش نرخ مرگ‌ومیر مردان شده‌است؛ چرا که چنین موقعیت‌هایی اغلب تأمین مخارج خانواده را برای مردان سخت‌تر می‌کند، وظیفه‌ای که از سالیان گذشته به عنوان «جوهر مردانگی» و وظیفه‌ای مردانه تلقی شده‌است. پژوهش‌های گذشته‌نگر در افراد مبتلا به سرماخوردگی نشان دادند که پزشکان، علائم این بیماری را در مردان دست کم می‌گیرند و تمایل بیشتری به نسبت دادن علائم و بیماری به زنان (نسبت به مردان) دارند. زنان در همه کشورها و در تمام گروه‌های سنی بیشتر از مردان عمر می‌کنند، که مدارک مستندی بر این مدعا موجود است. در ایالات متحده آمریکا، مردان در تمام طبقات اجتماعی، سلامت کمتری از زنان دارند. مردان غیر سفیدپوست به‌طور اخص، سلامت کامل ندارند. مردان بیش از زنان درگیر مشاغل خطرناک هستند و اکثریت مرگ‌ومیرهای ناشی از کار در مردان دیده می‌شود. علاوه بر این، پزشکان در هر برخورد پزشکی، به مردان خدمات یا مشاوره کمتری ارائه می‌دهند و زمان کمتری را با مردان نسبت به زنان صرف می‌کنند.

### سوگیری علیه افراد بیناجنس
یکی دیگر از محورهای نابرابری سلامت و بهداشت معطوف به جامعه بیناجنسی است که تحت عنوان اختلالات رشد جنسی (DSD) هم شناخته می‌شود و به «ناهنجاری‌های فیزیکی اندام‌های جنسی» گفته می‌شود.
بیناجنس‌ها را اغلب در رده جامعه ال‌جی‌بی‌تی گروه‌بندی می‌کنند و در بسیاری موارد فکر می‌کنند که ایندو یکی هستند، در حالی که چنین نیست. افراد تراجنسیتی با اندام‌های جنسی‌ای به دنیا می‌آیند که با جنسیت خود مطابقت ندارد، در حالی که افراد بیناجنس با اندام‌های جنسی یا هورمون‌هایی به دنیا می‌آیند که معلوم نیست متعلق به جنس مذکر است یا مؤنث، و در نتیجه مجبورند خودشان، یک جنسیت را برای شناساندن و تعیین هویت جنسی خود انتخاب کنند.
مراقبت‌های بهداشتی بیناجنس‌ها ممکن است مبتنی بر «درک فرهنگی از جنسیت» یا «سیستم دوتایی» مذکر/مونث باشد که معمولاً برای شناخت جنسیت به کار می‌رود. جراحی‌ها و سایر مداخلات پزشکی اغلب برای بیناجنس‌ها انجام می‌شود تا تلاش کنند بدن خود را به‌لحاظ فیزیکی تغییر دهند تا با یکی از دو جنس مذکر/مونث سازگار شود. در مورد اخلاقی بودن یا نبودن این عمل، بحث‌هایی صورت گرفته‌است. بیشتر این فشار فردی-اجتماعی جهت تعیین و انتخاب یک هویت جنسی برای خود، به منظورِ انطباق با هنجارهای اجتماعی است. داده‌ها نشان می‌دهد که کودکانی که یک جنسیت مشخص برای پذیرش و انطباق ندارند، ممکن است با مزاحمت و تمسخر هم‌سن‌وسالان خود مواجه شوند. والدین همچنین ممکن است فرزندان خود را برای انجامِ جراحی زیبایی تحت فشار قرار دهند تا دچار شرمندگی اجتماعی نشوند. نگرانی‌های اخلاقی آنجاست که این تصمیم‌ها از سوی کودکان قبل از اینکه به سن درک و رضایت شخصی برسند، گرفته شوند.
بیناجنس‌ها ممکن است هنگام جستجو برای مراقبت‌های بهداشتی نیز با تبعیض مواجه شوند. «لیتیشیا زیمن» از دانشگاه برایتون انگلستان می‌نویسد: «افراد دگرباشان جنسی علاوه بر داغ ننگ، به احتمال قوی نابرابری‌های سلامتی-بهداشتی را به دلیل ناهمسان‌گرایی یا دگرجنس‌گرایی، فشار بر اقلیت‌ها و تجارب استثمار و تبعیض تجربه می‌کنند. نابرابری‌های مربوط به مراقبتهای بهداشت و سلامت ال‌جی‌بی‌تی بسته به جنسیت، سن، درآمد و درصد ناتوانی و همچنین بین گروه‌های مختلف ال‌جی‌بی‌تی متفاوت است.» جیمز شرر از دانشکده پزشکی دانشگاه راتگرز دریافته است که: «بسیاری از ارائه‌دهندگان مراقبت‌های بهداشتی که نیت خوب و حمایت‌کننده دارند، به دلیل عدم آگاهی عمومی در مورد این جامعه و اصطلاحات مورد استفاده برای بحث و توصیف آنها، در نخستین مواجهه با یک بیمار ال‌جی‌بی‌تی معذب می‌شوند. اشتباهات رایج، مانند استفاده نادرست از واژگان یا بی‌توجهی به سؤال در مورد گرایش جنسی و جنسیت، ممکن است به‌طور ناخواسته بیماران را فراری داده و ارائه خدمات و مراقبت سلامت برای آنان را دچار مشکل کند.»

## انواع نابرابری‌های جنسیتی

### نسبت جنسیتی مرد به زن
| کشورهایی که تعداد «زنان» بیشتر از مردان است. کشورهایی که تعداد زن و مرد تقریباً برابر است. کشورهایی که تعداد «مردان» بیشتر از زنان است. اطلاعی در دست نیست. |

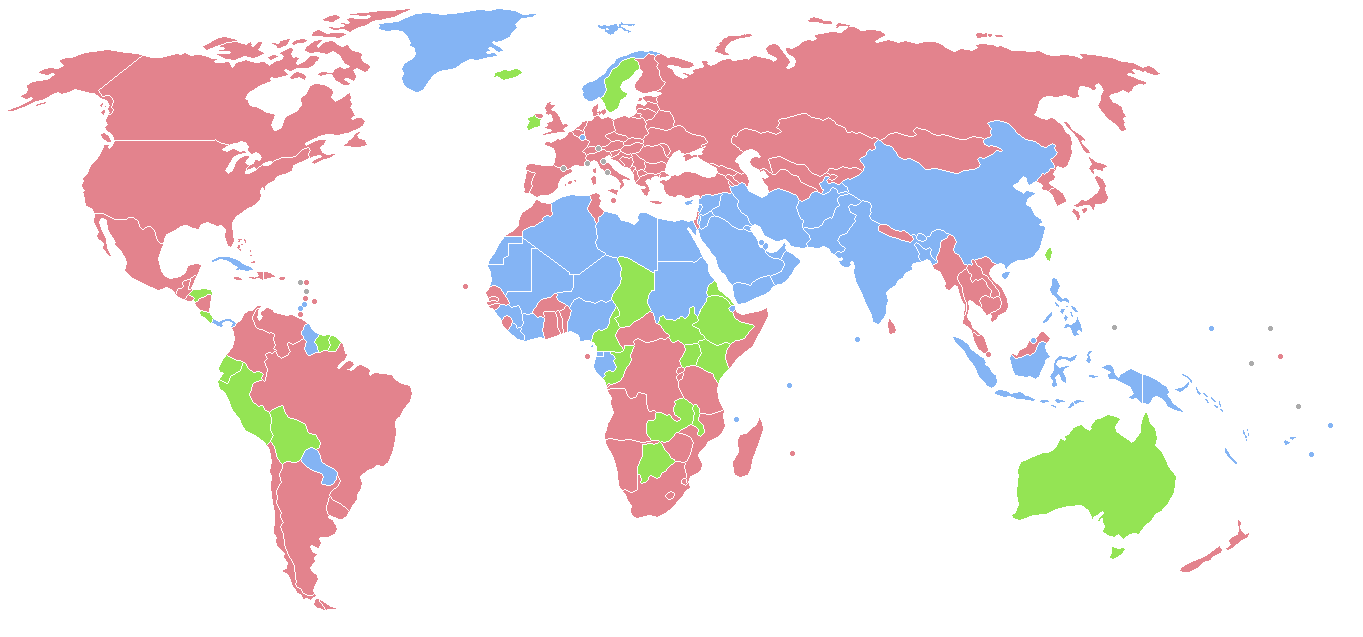
نقشه نشان‌دهنده نسبت جنسی انسان بر پایهٔ کشور.

در هنگام تولد، تعداد پسران بیشتر از دختران است (با نسبت ۱۰۵ یا ۱۰۶ جنس مذکر به ۱۰۰ مؤنث). با این حال، پس از شکل‌گیری لقاح، بیولوژی به نفع زنان است. تحقیقات نشان داده‌است که اگر زنان و مردان تغذیه، مراقبت‌های پزشکی و مراقبت‌های بهداشتی عمومی مشابهی دریافت کنند، زنان بیشتر از مردان عمر خواهند کرد؛ چرا که زنان در مجموع نسبت به بیماری‌ها بسیار مقاوم‌تر بوده و کمتر مستعد بیماری‌های ژنتیکی ناتوان‌کننده هستند. با این وجود - علی‌رغم آنکه پژوهش‌های پزشکی و علمی ثابت کرده‌اند با مراقبت‌های بهداشتی-درمانی مشابه، زنان بقای بهتری نسبت به مردان دارند - اما نسبت عددی زنان به مردان در مناطق در حال توسعه مانند جنوب آسیا، غرب آسیا، چین ممکن است ۰٫۹۴ یا حتی کمتر باشد. فیلسوف و اقتصاددان هندی آمارتیا سن این انحراف از «نسبت طبیعی مرد به زن» را، پدیدهٔ «زنان مفقود» نامیده‌است. بر اساس گزارش توسعه جهانی ۲۰۱۲، تعداد زنانِ مفقود سالانه حدود ۱٫۵ میلیون نفر تخمین زده می‌شود که اکثریت این زنانِ مفقود در هند و چین بوده‌اند.

### مرگ‌ومیر زنان
در بسیاری از مناطقِ در حال توسعه، زنان میزان مرگ‌ومیر بالایی دارند. بسیاری از این مرگ‌ها ناشی از مرگ مادران و عفونت اچ‌آی‌وی/ایدز است. در حالی که در سال ۲۰۰۸ میلادی تنها ۱٬۹۰۰ مورد مرگ مادران در کشورهای پردرآمد ثبت شد، هند و آفریقای جنوب صحرا مجموعاً ۲۶۶٬۰۰۰ مرگ ناشی از علل مرتبط با بارداری و زایمان را گزارش کردند. در سومالی و چاد، از هر ۱۴ زن، یک زن به دلایل مربوط به تولد کودک می‌میرد. با این حال، برخی از کشورها، مانند کنیا، با ریشه‌کنی کزاز مادر و نوزاد، گام‌های بلندی برداشته‌اند.
علاوه بر اینها، همه‌گیری اچ‌آی‌وی/ایدز نیز به میزان قابل‌توجهی در مرگ‌ومیر زنان نقش داشته‌است. این مورد به ویژه برای کشورهای جنوب صحرای آفریقا صادق است، که در آنها زنان ۶۰ درصد از کل مبتلایان به عفونت‌های اچ‌آی‌وی بزرگسالان را تشکیل می‌دهند.

### پیامدهای سلامت
زنان به دلایل مختلفی از جمله خطر بیشتر ابتلای بیشتر به بیماری‌ها تا تجربه میزان مرگ‌ومیر بالاتر، پیامدهای سلامت ضعیف‌تری نسبت به مردان مورد نیاز دارند. «ریچل اِسنو» در «گزارش پژوهشی مرکز مطالعات جمعیتی» که شاخص سال‌های عمر تطبیق‌شده برای ناتوانی (DALY) را در مردان و زنان مقایسه می‌کند، گزارش کرده‌است که سال‌های از دست‌رفته عمر در زنان مبتلا به بیماری‌های مقاربتی همچون سوزاک و کلامیدیا ۱۰ برابر بیشتر از مردان است. علاوه بر این، نسبت این شاخص در زنان به مردان برای بیماری‌های سوء تغذیه‌ای مانند کم‌خونی فقر آهن نزدیک به ۱٫۵ است، که نشان می‌دهد اثرهای منفی تغذیه نامناسب، در زنان بسیار بیشتر از مردان است. علاوه بر این، در زمینهٔ بیماری‌های روانی نیز، زنان دو تا سه برابر بیشتر از مردان در معرض ابتلا به افسردگی هستند. در موردِ میزانِ خودکشی، تا ۸۰ درصد از افرادی که در ایران «خودکشی موفق» داشته یا «اقدام به خودکشی» کرده‌اند، زن بوده‌اند.
در کشورهای توسعه‌یافته با برابری جنسیتی اجتماعی و قانونی بیشتر، پیامدهای کلی سلامت به ضرر مردان است. به عنوان مثال، در ایالات متحده آمریکا، از سال ۲۰۰۱، شاخص امید به زندگی مردان ۵ سال کمتر از زنان است (در سال ۱۹۲۰ میلادی، ۱ سال کمتر بود) و مردان با نرخ بالاتری از ۱۰ علت اصلی مرگ، به ویژه بیماری‌های قلبی-عروقی و سکته مغزی، جان خود را از دست می‌دهند. نرخ مرگ ناشی از خودکشی در مردان بیشتری از زنان است، اگرچه «فکر کردن به خودکشی» در زنان بیشتر است و میزان «اقدام به خودکشی» در هر دو جنس یکسان است (به تفاوت‌های جنسیتی در خودکشی بر اساس جنسیت مراجعه کنید). مردان ممکن است به دلیل تفاوت‌های جنسیتی در بیان احساسات و افکار، بیشتر از افسردگی تشخیص داده‌نشده و پنهان رنج ببرند. مردان آمریکایی بیشتر احتمال دارد الکل مصرف کنند، سیگار بکشند، رفتارهای پرخطر داشته باشند و مراقبت‌های پزشکی ضروری خود را به تعویق بیندازند.
میزان بروز ملانوم با جنسیت فرد مرتبط است که بر حسب سن، نرخ متفاوتی دارد.
زنان در ۱۷۶ کشور دنیا بیشتر از مردان عمر می‌کنند. داده‌های ۳۸ کشور نشان می‌دهد که زنان در تمام سال‌ها چه در بدو تولد و چه در سن ۵۰ سالگی، امید به زندگی بالاتری نسبت به مردان دارند. در ایالات متحده آمریکا احتمال مرگ مردان از ۱۳ عامل از ۱۵ عاملِ اصلیِ مرگ بیشتر است. با این وجود، زنان بیشتر از مردان به بیماری مبتلا می‌شوند یا در طول زندگی به‌دلیل بیماری از کار غیبت می‌کنند. به این اختلاف، «پارادوکس مرگ‌ومیر و بیماری»، یا «پارادوکس بقا و سلامت» می‌گویند. این امر تاحدی با روانی بودن منشأ بیماری‌ها (و نه جسمی بودن بیماری‌های) زنان و همچنین نرخ بالای مصرف دخانیات در مردان قابل توجیه است. هورمونهای مردانه (آندروژن‌ها) نیز در کاهش طول عمر مردان دخیل هستند.

## دسترسی به مراقبت‌های بهداشتی و سلامت
زنان دسترسی کمتری نسبت به مردان به منابع مربوط به مراقبت‌های بهداشتی-درمانی دارند. در مناطق خاصی از آفریقا، بسیاری از زنان اغلب به درمان مالاریا و همچنین امکاناتی که ممکن است آنها را در برابر پشه‌های آنوفل در دوران بارداری محافظت کند، دسترسی ندارند. در نتیجه، زنان بارداری که در مناطقی با سطوح پایین انتقال مالاریا هم زندگی می‌کنند، همچنان دو تا سه برابر بشتر از مردان در خطر ابتلا به عفونت شدید مالاریا هستند. در بسیاری از مواقع، این نابرابری در دسترسی به مراقبت‌های بهداشتی با هنجارهای فرهنگی و توقعات تحمیلی بر زنان همراه است. به‌عنوان مثال، برخی جوامع زنان را از خروج از خانه بدون همراهی یکی از اقوام مرد منع می‌کنند و دریافت خدمات و منابع بهداشتی را برای زنان در مواقعی که به‌شدت به آن نیاز دارند، دشوارتر می‌کنند.
عوامل جنسیتی، مانند موقعیت و توانمندی‌های زنان (به عنوان مثال، در آموزش، استخدام، روابط خصوصی با شریک زندگی، و بهداشت باروری)، با توانایی زنان در دسترسی و استفاده از خدمات بهداشت مادر - که جزء حیاتی سلامت مادران است - مرتبط است. هنوز هم تنظیم خانواده را یک وظیفه و مسئولیت زنانه می‌دانند، و روش‌های جلوگیری از بارداری زنان را هدف قرار می‌دهد و نقش مردان را نادیده می‌گیرد - حال آنکه سلطهٔ مردان در تصمیم‌گیری‌ها، از جمله استفاده از روش‌های پیشگیری از بارداری، پیامدهای مهمی برای تنظیم خانواده و دسترسی به خدمات مربوط به بهداشت باروری دارد.
به منظور ارتقای برابری در دسترسی به مراقبت‌های بهداشت باروری، برنامه‌ها و خدمات بهداشتی باید راه‌کارهایی را برای شناسایی نابرابری جنسیتی و موانع سلامت و تعیین پیامدهای ناشی از اجرای این برنامه‌ها انجام دهند. تجزیه و تحلیل دقیق و راه‌کارهای درست، به تصمیم‌گیری در مورد چگونگی طراحی، اجرا، و ارتقا برنامه‌های بهداشتی که نیازهای متفاوت زنان و مردان را برآورده می‌کند، کمک خواهند کرد.
دسترسی به مراقبت‌های بهداشتی جنسی و باروری برای مردان حائز اهمیت است. مشارکت مردان در سلامت جنسی و باروری به کاهش رفتارهای پرخطر آنها و افزایش برابری جنسیتی کمک می‌کند. با این حال، یک بررسی محدوده در کشورهای شمال اروپا نشان داده‌است که مردان در زمینهٔ مراقبت‌های بهداشتی مرتبط با سلامت جنسی و باروری با مشکلاتی مواجه هستند.

## دلایل

### هنجارها و روال‌های فرهنگی
هنجارها و روال‌های فرهنگی دو دلیل اصلی وجود و تداوم نابرابری‌های جنسیتی در سلامت هستند. این هنجارها و روال‌های فرهنگی بر نقش‌ها و رفتارهایی که مردان و زنان در جامعه اتخاذ می‌کنند، تأثیر می‌گذارند و همین تفاوت‌های جنسیتی بین زن و مرد است که به گونه‌ای متفاوت ارزش‌گذاری و در نظر گرفته می‌شود، و در نهایت منجر به نابرابری‌های جنسیتی می‌گردد؛ چرا که به‌طور نظام‌مند در جهت توانمندسازی یک جنسیت و سرکوب جنسیتی دیگر گام برمی‌دارند. هم تفاوت‌های جنسیتی و هم نابرابری‌های جنسیتی می‌تواند منجر به نابرابری در پیامدهای سلامت و دسترسی به مراقبت‌های بهداشتی شوند. برخی از نمونه‌های ارائه شده توسط سازمان جهانی بهداشت در مورد اینکه چگونه هنجارهای فرهنگی می‌توانند منجر به نابرابری‌های جنسیتی در سلامت شوند، عبارتند از: ناتوانی زنان در بیرون رفتن یا سفر به تنهایی، که می‌تواند آنها را از دریافت مراقبت‌های ضروری بهداشتی بازدارد. یک نمونهٔ دیگر از هنجارهای رایج اجتماعی، ناتوانی یک زن در متقاعد کردن همسرش برای استفاده از کاندوم است که منجر به افزایش خطر ابتلا به اچ‌آی‌وی می‌شود.

#### ترجیح فرزند پسر
یکی از هنجارهای فرهنگی مستند که نابرابری‌های جنسیتی را در سلامت افزایش می‌دهد، ترجیح به داشتن اولاد مذکر است. برای مثال، در سرشماری سال ۲۰۰۱ هند، تنها ۹۳ دختر در برابر هر ۱۰۰ پسر را ثبت شد. این میزان، کاهشِ قابل‌توجهی نسبت به سال ۱۹۶۱ است که تعداد دختران در هر ۱۰۰ پسر نزدیک به ۹۸ نفر بود. در مناطق خاصی از هند، مانند کانگرا و روتک، تعداد دختران به ازای هر ۱۰۰ پسر ممکن است تا اعدادِ دهکِ ۷۰ پائین باشد. علاوه بر این، نسبت پایین زن به مرد در سایر کشورهای آسیایی نیز ثبت شده‌است - به ویژه در چین که طبق یک آمارگیری در سال ۲۰۰۵، تنها ۸۴ دختر به ازای هر ۱۰۰ پسر متولد می‌شدند. اگرچه این میزان نسبت به ۸۱ مورد طی سال‌های ۲۰۰۱ تا ۲۰۰۴ کمی افزایش داشته‌است، اما هنوز بسیار کمتر از ۹۳ دختر به ازای هر ۱۰۰ پسر در اواخر دهه ۱۹۸۰ است. افزایش تعداد دختران زاده‌نشده در اواخر قرن بیستم به پیشرفت‌های فناوری نسبت داده می‌شود که «تعیین جنسیت قبل از تولد» را با روش‌هایی چون سونوگرافی مقرون‌به‌صرفه‌تر و قابل دسترس برای بیشتر اقشار جامعه نموده‌است. این موضوع به والدینی که «پسر» را ترجیح می‌دهند، اجازه می‌دهد تا جنسیت فرزند متولدنشده خود را در مراحل اولیه بارداری تعیین کنند. با شناسایی زودهنگام جنسیت جنین خود، والدین می‌توانند سقط انتخابی جنین انجام دهند، که طی آن، اگر جنسیت خاصی از جنین مد نظر نباشد (در اغلب موارد جنس مؤنث) جنین را سقط کنند.
علاوه بر این، فرهنگ ترجیح جنسی پسر نیز فراتر از تولد رفته و در قالب رفتارهای بهتر با پسران نمود دارد. مزایای اقتصادی داشتن پسر در کشورهایی مانند هند نیز رفتار تبعیض‌آمیز والدین را میان پسران و دختران توجیه می‌کند. به عنوان مثال، در فرهنگ هند، پسران هستند که با افزایش سن، مراقبت و ثبات اقتصادی را برای والدین خود فراهم می‌کنند، بنابراین داشتن یک پسر به تضمین آینده‌ای بهتر برای بسیاری از خانواده‌های هندی کمک می‌کند. این مراقبت‌ها و رفتارهای ترجیحی و تبعیض‌آمیز می‌تواند به طرق مختلفی از جمله از طریق ارائه خورد و خوراک بهتر، توجه بیشتر، و مراقبت‌های پزشکی خود را نشان دهد. بررسی داده‌های مربوط به خانوار در ۲۰ سال گذشته نشان می‌دهد که آسیب‌پذیری زنان در هند همچنان ادامه دارد و حتی ممکن است در برخی از کشورهای دیگر مانند نپال و پاکستان تشدید شده باشد.

#### ختنه زنان

بریدن آلت تناسلی زنان در آفریقا، کردستان عراق و یمن، از سال ۲۰۱۵ (map of Africa).

روال‌های مضر و نادرست فرهنگی مانند ختنه کردن زنان نیز باعث می‌شود که دختران و زنان با مخاطرات سلامت مواجه شوند. تخمین زده شده که میلیون‌ها زن تا کنون ختنه شده‌اند، که شامل برداشتن جزئی یا تمامی از اندام جنسی خارجی زنان به دلایل غیر پزشکی است. برآورد شده‌است که ۹۲٫۵ میلیون زن بالای ۱۰ سال در آفریقا با عوارض ناشی از ختنه زنان زندگی می‌کنند. از این تعداد، ۱۲٫۵ میلیون دختر بین ۱۰ تا ۱۴ سال سن دارند. هر سال حدود سه میلیون دختر در آفریقا ختنه جنسی می‌شوند.
ختنه کردن زنان که اغلب توسط پزشکان سنتی با استفاده از تکنیک‌ها و وسایل غیراستریل انجام می‌شود، می‌تواند هم عوارض فوری و هم عواقب دیررس داشته باشد. برخی از این عوارض شامل خونریزی بیش از حد، عفونت‌های ادراری و عفونی شدن زخم است؛ و در صورت استفاده از وسایل غیر استریل یا استفاده چندباره و مجدد از آنها، خطر هپاتیت و اچ‌آی‌وی را محتمل است. در درازمدت، تشکیل جوشگاه و کلوئیدها ممکن است دستگاه ادراری و تناسلی را مسدود کرده و به آنها آسیب برساند. بر اساس گزارش یونیسف در سال ۲۰۰۵ در مورد ختنهٔ زنان، مشخص نیست که چه تعداد دختر و زن به دلیل ثبت و نگهداری ضعیف سوابق پزشکی یا عدم گزارش عوارض ناشی از آن، جان خود را از دست می‌دهند. ختنه کردن زنان همچنین ممکن است بارداری آتی را دچار اشکال کند و زنان را در معرض خطر بیشتری برای مشکلات مامایی همچون طولانی‌شدن زایمان قرار دهد. طبق پژوهشی که در سال ۲۰۰۶ توسط سازمان جهانی بهداشت انجام شد و دربرگیرندهٔ ۲۸٬۳۹۳ زن بود، مرگ‌ومیر نوزاداندر زنانی که ختنه شده بودند، افزایش داشت. برآورد می‌شود که در هر ۱٬۰۰۰ زایمان چنین زنانی، ۱۰ تا ۲۰ نوزاد جان خود را از دست می‌دهند.
عوارض روانی به‌جامانده ناشی از بریدن آلت زنانه به زمینهٔ فرهنگی جامعه برمی‌گردد. زنانی که ختنه شده‌اند ممکن است وقتی در محیطی خارج از تفکرات جامعه سنتی خود قرار می‌گیرند و با این دیدگاه مواجه می‌شوند که ختنه کردن یک هنجار نیست، تحت فشارِ عاطفی-روانی قرار گیرند.

#### خشونت و سوءاستفاده

مؤسسه ملی سلامت: در میان بیش از ۱۴۰۰ زن بالغ، سوء استفاده جنسی در دوران کودکی با افزایش احتمال وابستگی به مواد مخدر، وابستگی به الکل و اختلالات روان‌پزشکی مرتبط بود.

خشونت علیه زنان، یک رخداد جهانی گسترده با پیامدهای جدی سلامت عمومی است که منتج از سوگیری‌های اجتماعی و جنسیتی است. بسیاری از جوامع در کشورهای در حال توسعه بر اساس چارچوبی پدرسالارانه بنا شده‌اند که در آن، زنان اغلب به عنوان نوعی مایملک و از نظر اجتماعی، پست‌تر از مردان در نظر گرفته می‌شوند. این جایگاه نابرابر در سلسله مراتب اجتماعی باعث شده‌است که زنان چه در کودکی و چه در بزرگسالی مورد آزار جسمی، عاطفی و جنسی مردان قرار گیرند. این سوءاستفاده‌ها معمولاً دربرگیرندهٔ نوعی خشونت است. گرچه کودکان هر دو جنس از بدرفتاری جسمی، سوءاستفاده جنسی، و سایر اشکال استثمار و خشونت رنج می‌برند، اما مطالعات نشان داده‌است که دختران جوان بسیار بیشتر از پسران در معرض سوءاستفاده جنسی هستند. در یک مطالعه در سال ۲۰۰۴ در مورد کودک‌آزاری، ۲۵٫۳ درصد از کل دخترانی که مورد بررسی قرار گرفتند نوعی سوء استفاده جنسی را تجربه کردند، که سه برابر بیشتر از پسران (۸٫۷٪) است.
چنین خشونت‌هایی علیه زنان، به ویژه سوءاستفاده جنسی، به‌طور فزاینده‌ای در مناطقی که دچار جنگ یا درگیری‌های مسلحانه هستند، وجود دارد. در حال حاضر، زنان و دختران بار عمده ناآرامی‌های اجتماعی را در سراسر جهان متحمل می‌شوند و حدود ۶۵ درصد از میلیون‌ها نفری را تشکیل می‌دهند که آواره شده و آسیب دیده‌اند. برخی از این مکان‌ها که با چنین مشکلاتی روبه‌رو هستند عبارتند از رواندا، کوزوو و جمهوری دموکراتیک کنگو. این امر، هم ناشی از بی‌ثباتی و ناامنی عمومی در این مناطق و هم در نتیجهٔ تاکتیک‌های جنگ برای ارعاب دشمنان است. دختران و زنان که اغلب در شرایط اضطراری و پناهندگی قرار می‌گیرند، به‌شدت در معرض سوءاستفاده و استثمار توسط رزمندگان نظامی، نیروهای امنیتی و اعضای جوامع رقیب هستند.
خشونت جنسی و سوءاستفاده از زنان جوان و بزرگسال عواقب کوتاه‌مدت و درازمدت دارد و به‌طور قابل توجهی به مشکلات بهداشتی بیشمار در بزرگسالی منجر می‌شود. این عواقب شامل آسیب‌های جسمی ناتوان‌کننده، مسائل مربوط به بهداشت باروری، سوءمصرف مواد و آسیب‌های روانی است. نمونه‌هایی از دسته‌بندی‌های فوق عبارتند از افسردگی و اختلال اضطراب پس از سانحه، سوءمصرف و وابستگی به الکل (مخدر) و مواد مخدر، بیماری‌های مقاربتی، مراجعه کمتر برای برخی انواع غربالگری‌های سلامت (مانند سرطان دهانه رحم) و اقدام به خودکشی.
زنان آزاردیده اغلب در مقایسه با همسالان آزارندیدهٔ خود، دارای میزان بیشتری از حاملگی‌های ناخواسته و پُرعارضه، سقط جنین، مشکلات سلامت جنین و نوزاد، عفونت‌های مقاربتی (از جمله اچ‌آی‌وی) و اختلالات روانی (مانند افسردگی، اختلالات اضطرابی، اختلالات خواب و اختلالات خوردن) هستند. در زمانِ صلح، بیشتر خشونت علیه زنان توسط مردانی که آنها را می‌شناسند، یا شرکای مذکر زندگی انجام می‌شود. یک پژوهش یازده کشوری که توسط سازمان جهانی بهداشت بین سال‌های ۲۰۰۰ تا ۲۰۰۳ انجام شد، نشان داد که بسته به کشور، بین ۱۵ تا ۷۱ درصد از زنان در طول زندگی خود، خشونت جسمی یا جنسی توسط شوهر یا شریکِ زندگی را تجربه کرده‌اند که ۴ تا ۵۴ درصد این موارد، در یک سال گذشته بوده‌است. خشونت‌های اعمال‌شده توسط شریک زندگی ممکن است مرگبار هم باشند. مطالعات استرالیا، کانادا، اسرائیل، آفریقای جنوبی و ایالات متحده آمریکا نشان می‌دهد که بین ۴۰ تا ۷۰ درصد از قتل‌های زنان توسط شریک زندگی انجام شده‌است.
سایر اشکال خشونت علیه زنان شامل سوءاستفاده و آزار و اذیت جنسی توسط مقامات رسمی (مانند آموزگاران، افسران پلیس یا کارفرمایان)، قاچاق دختران و زنان برای کار اجباری یا رابطه جنسی، و شیوه‌های سنتی مانند ازدواج اجباری کودکان و خشونت‌های مرتبط با جهیزیه است. در شدیدترین حالت، خشونت علیه زنان ممکن است منجر به کودک‌کشی و مرگ خشونت‌بار دختران شود. علیرغم جدیت این مشکل، بسیاری از زنان تجربه سوءاستفاده خود را گزارش نکرده و به دنبال کمک نمی‌روند. در نتیجه، خشونت علیه زنان یک مشکل پنهان است که هزینه‌های انسانی و مراقبت‌های بهداشتی هنگفتی در پی دارد. مردان در سراسر جهان ۷۹ درصد از کل قربانیان قتل را تشکیل می‌دهند. (مراجعه کنید به: آمار قتل بر اساس جنسیت)

### فقر
فقر عامل دیگری است که سبب وجود مستمر نابرابری‌های جنسیتی در سلامت می‌شود. فقر اغلب به‌طور مستقیم با «سلامت اندک» مرتبط است. فقر همچنین به‌طور غیرمستقیم بر عواملی مانند کمبود آموزش، امکانات و حمل‌ونقل تأثیر می‌گذارد که بالقوه قادرند بر سلامت اثر منفی بگذارند. علاوه بر محدودیت‌های اقتصادی، محدودیت‌های فرهنگی نیز بر توانایی یا احتمال ورود افراد به یک محیط ارائه‌دهندهٔ خدمات پزشکی تأثیر می‌گذارد. در حالی که نابرابری‌های جنسیتی همچنان در سلامت رایج است، میزان و شدت بروز آن در جوامع فقیر به عواملی مانند وضعیت اجتماعی-اقتصادیِ محل زندگی آنها، تفاوت‌های فرهنگی و حتی سن بستگی دارد.
کودکانی که در فقر زندگی می‌کنند به‌طور کلی دسترسی محدودی به امکانات اولیه بهداشتی دارند، و این نابرابری‌های جنسیتی با افزایش سن کودکان آشکارتر می‌شود. پژوهش‌های انجام شده بر روی کودکان زیر پنج سال نشان می‌دهد که در کشورهای با درآمد کم تا متوسط، تنها ۵۰ درصد از کودکانی که در فقر زندگی می‌کنند به مراقبت‌های بهداشتی اولیه دسترسی داشتند. همچنین تفاوت معناداری بین پسران و دختران در دسترسی به خدمات مراقبت‌های بهداشتی، مانند واکسیناسیون و درمان بیماری‌های شایع مانند مالاریا در هر دو وجود نداشت. تحقیقاتی که بر دامنه سنی وسیع تری از نوزادی تا نوجوانی متمرکز شده بود، نتایج متفاوتی را نشان داد. مشخص شد که در کشورهای در حال توسعه، دختران دسترسی محدودتری به مراقبت داشتند، و حتی در صورت دسترسی، احتمالاً مراقبت‌های کمتری نسبت به پسران دریافت می‌کردند. همچنین معلوم شد که دختران در کشورهای در حال توسعه بیشتر در معرض آزار عاطفی و جسمی از سوی خانواده و جامعه قرار دارند.
نابرابری‌های جنسیتی در سلامت برای کسانی که در فقر زندگی می‌کنند تا بزرگسالی ادامه دارد. در تحقیقاتی که نقاط ضعف سلامت زنان (زایمان، بارداری، آسیب‌پذیری بیشتر در ابتلا به اچ‌آی‌وی و غیره) را در پژوهش منظور نکرده بود، مشخص شد که تفاوت جنسیتی در تشخیص و درمان بیماری‌های مزمن وجود ندارد. در واقع، بیماری‌ها در زنان بیشتر تشخیص داده می‌شدند، که دلیل احتمالی‌اش آن است که زنان به دلیل نیازهای باروری خود یا به دلیل بردن فرزندان خود برای معاینه، دسترسی بیشتری به مراقبت‌های بهداشتی داشتند. در مقابل، تحقیقاتی که نقاط ضعف سلامت زنان را منظور کرده بود نشان داد که مسئلهٔ سلامت مادران شکاف جنسیتی میان سلامت مردان و زنان را بیشتر می‌کند. گفته می‌شود که زنان فقیر در کشورهای توسعه‌نیافته بیشتر در معرض خطر ناتوانی و مرگ هستند. فقدان امکانات و تغذیه نامناسب دلیل غالب مرگ‌هاست و در بروز زایمان زودرس و مرگ‌ومیر نوزادان و همچنین در مرگ‌ومیر مادران نقش دارد. برآورد شده که روزانه حدود ۸۰۰ زن بر اثر مرگ‌ومیر مادران جان خود را از دست می‌دهند که بیشتر مواردشان قابل پیشگیری هستند. با این حال، ۹۹٪ موارد مرگ در مناطق فقیر رخ می‌دهد که منابع و امکانات لازم برای دسترسی سریع به مراکز درمانی و همچنین مراقبت‌های پزشکی پیشگیرانه را ندارند.
تفاوت‌های جنسیتی سلامت در افرادی که در کشورهای ثروتمند ساکن هستند اما در فقر زندگی می‌کردند کمی متفاوت بوده‌است. طبق گزارش‌ها، زنان در چنین موقعیتی درآمد کمتری نسبت به مردان دارند و به دلیل شرایط مالی ضعیف به احتمال بیشتری از درمان پزشکی چشم‌پوشی می‌کنند. در ایالات متحده آمریکا، قانون حمایت از بیمار و مراقبت مقرون‌به‌صرفهٔ سلامت (PPACA) امکان دسترسی بیشتری برای افرادی فراهم می‌آورد که در فقر به‌سر می‌برند و به مراقبت‌های بهداشتی - به ویژه در مورد زنان - احتیاج دارند، با این حال گفته شده که این قانون به دلیل تفاوت در پوشش و خدمت‌رسانی به افراد، نابرابری جنسیتی را نیز تشدید می‌کند؛ مثلاً غربالگری‌های سرطان خاص جنسیتی، مانند سرطان پروستات برای مردان تحت پوشش این برنامه نیست، در حالی که غربالگری‌های مشابه برای زنان پوشش داده می‌شود. همچنین، غربالگری‌هایی همچون مشاوره و سایر خدمات برای خشونت شریک جنسی برای زنان (و نه برای مردان) پوشش داده می‌شود. نتایج حاصل از تحقیقات در کشورهای اروپایی با نتایج آن در ایالات متحده آمریکا متفاوت بوده‌است. در حالی که در ایالات متحده آمریکا مردان فقیر از مراقبت‌های بهداشتی با کیفیت کمتری نسبت به زنان برخوردار بودند، در کشورهای اروپایی مردان دسترسی کمتری به مراقبت‌های بهداشتی داشتند. مطالعات نشان داد که افراد ۵۰ ساله و بالاتر که برای گذران زندگی خود با مشکل مواجه بودند (فقرِ انگاشتی/ذهنی) ۳۸٪ بیشتر از افراد کم‌درآمد یا افرادی که ثروت کلی‌شان کم بود، در معرض کاهش سلامتی بودند. با این حال، مردان دارای فقر ذهنی ۶۵٪ بیشتر از زنان در گروه سنی مشابه در یک دوره ۳ تا ۶ ساله جان خود را از دست دادند.

### نظام سلامت
تعریف سازمان جهانی بهداشت از نظام سلامت چنین است: «کلیه فعالیت‌هایی که هدف اصلی آنها ارتقاء، بازیابی یا حفظ سلامت است.» با این حال، عواملی بیرون از سیستم‌های مراقبت‌های بهداشتی-درمانی، می‌توانند تأثیر این سیستم‌ها را بر سلامت جمعیت‌های مختلف در یک جامعه را تحت تأثیر قرار دهند؛ چرا که سیستم‌های مراقبت سلامت تحت تأثیر چارچوب‌های اجتماعی، فرهنگی و اقتصادی هستند. در نتیجه، نظام سلامت نه تنها به عنوان «تولیدکننده سلامت و مراقبت‌های بهداشتی»، بلکه به عنوان «تأمین کننده مجموعه گسترده‌تری از هنجارها و ارزش‌های اجتماعی» تلقی می‌شوند که بسیاری از آنها علیه زنان سوگیری منفی دارند.
در گزارش نهایی «شبکه اطلاعاتی برابری جنسیتی و زنان» به «کمیسیون تعیین‌کننده‌های اجتماعی سلامت» سازمان جهانی بهداشت در سال ۲۰۰۷، نظام سلامت بسیاری از کشورها نتوانسته بودند به اندازه کافی برابری جنسیتی را در سلامت برقرار سازند. یکی از دلایل این موضوع آن است که بسیاری از نظام‌های سلامت از این واقعیت غفلت می‌کنند که نیازهای بهداشتی مردان و زنان ممکن است بسیار متفاوت از هم باشند. در این گزارش، شواهدی ارائه شد که نظام سلامت قادر است نابرابری‌های جنسیتی در سلامت را از طریق عدم برابری جنسیتی از نظر نحوه نگرش به زنان - چه به‌عنوان مصرف‌کننده (کاربران) و چه به‌عنوان ارائه‌دهنده (مراقبان) خدمات و مراقبت‌های بهداشتی - تشدید کند. به عنوان مثال، سیستم‌های مراقبت‌های بهداشتی عموماً زنان را به‌عنوان یک شی تلقی کنند تا یک شخص، که در آن خدمات اغلب به منظور دیگری ارائه می‌شود نه به خاطر تندرستی زنان. برای نمونه، خدمات بهداشت باروری، اغلب به‌عنوان پیشگیری از حاملگی ارائه می‌شود نه به‌عنوان راهی برای حفظ سلامت جسمانی زنان. علاوه بر این، با آنکه بیشتر نیروی کار در سیستم‌های مراقبت‌های بهداشتی زن هستند، اما بسیاری از شرایط کار همچنان برای این زنان تبعیض‌آمیز است. بسیاری از مطالعات نشان داده‌اند که معمولاً از زنان انتظار می‌رود که با الگوهای کاری مردانه مطابقت داشته باشند و این چنین تطابقی، نیازهای ویژه آنها را نادیده می‌گیرند، مانند مراقبت از کودک یا محافظت در برابر خشونت. این امر به میزان زیادی توانایی و کارایی مراقبان زن را در ارائه خدمات به بیماران، به ویژه به زنان، کاهش می‌دهد.

### تبعیض و ستم ساختاری جنسیتی
نابرابری‌های جنسیتی ساختاری در تخصیص منابع و امکانات، مانند درآمد، آموزش، تغذیه، نماینده و سخنگوی سیاسی به‌شدت با کاهش سلامت و رفاه مرتبط هستند. در بسیاری از اوقات، چنین تبعیض‌های ساختاری جنسیتی علیه زنان در بسیاری از حوزه‌های دیگر نیز اثر غیرمستقیم بر سلامت زنان دارند. برای نمونه، از آنجایی که زنان در بسیاری از کشورهای در حال توسعه با احتمال کمتری در بازار کار رسمی حضور دارند، اغلب به امنیت شغلی و مزایای حمایت اجتماعی - از جمله به خدمات و مراقبت‌های بهداشتی - دسترسی ندارند. علاوه بر این، اگر هم جزء نیروی کار رسمی باشند، در بسیاری موارد با چالش‌های مربوط به جایگاه پایین‌تر خود مواجه می‌شوند، و مثلاً از تبعیض شغلی و آزار جنسی رنج می‌برند. پژوهش‌ها نشان داده‌است که این انتظار برای ایجاد تعادل بین ضرورت‌های کار در بیرون منزل و کار در خانه، اغلب منجر به خستگی ناشی از کار، عفونت‌ها، بیماری روانی و سایر مشکلات می‌شود، که همگی در نهایت منجر به افت سلامت زنان می‌گردد.
سلامت زنان همچنین به دلیل اجبار به انجام برخی مسئولیت‌های سنتی مانند آشپزی و جمع‌آوری آب در معرض خطر بیشتری قرار می‌گیرد. محدود شدن به کار خانگی بدون دستمزد نه تنها فرصت‌های زنان را برای تحصیل و اشتغال رسمی کاهش می‌دهد (که هر دو به‌طور غیرمستقیم می‌توانند در درازمدت به سلامت بهتر کمک کنند)، بلکه وضعیت سلامت زنان را به‌طور بالقوه زنان در معرض خطر بیشتری قرار می‌دهد. به عنوان مثال، در مناطق در حال توسعه که از سوخت جامد برای پخت و پز استفاده می‌شود، زنان به دلیل صرفِ زمان طولانی بر سر اجاق و آشپزی و تهیه غذا برای خانواده در معرض سطح بالاتری از آلودگی هوای داخل خانه قرار دارند. برآورد شده که تنفس هوای آلوده در اثر سوزاندن سوخت جامد مسئول ۶۴۱٬۰۰۰ مورد مرگ از ۱٫۳ میلیون مرگ زنان در سراسر جهان در هر سال به دلیل بیماری مزمن انسدادی ریه است.
در برخی محیط‌ها، نابرابری ساختاری جنسیتی با اشکال خاصی از خشونت، به حاشیه راندن و ستم علیه زنان همراه است. این موارد شامل تعرض خشونت‌آمیز توسط مردان، سوءاستفاده جنسی از کودکان، مقررات سختگیرانه رفتار و جابجایی زنان، ختنه زنان، و کار اجباری استثمارگرانه است. زنان و دختران همچنین در معرض اَشکال کمتر ثبت‌شده‌ای از سوء استفاده یا استثمار، مانند قاچاق انسان یا «قتل ناموسی» به دلیل تخلفات رفتاری و انحراف از نقش‌های اجتماعی خود هستند. این اعمال با طیف وسیعی از مشکلات سلامتی در زنان مانند صدمات جسمی، بارداری ناخواسته، سقط جنین، اختلالات روانی مانند افسردگی و اضطراب، سوءمصرف مواد و بیماری‌های آمیزشی مرتبط است که همگی به‌طور بالقوه می‌توانند منجر به مرگ زودرس شوند.
توانایی زنان در استفاده از خدمات و مراقبت‌های بهداشتی به‌شدت تحت تأثیر سایر انواع نابرابری ساختاری جنسیتی است. اینها شامل محدودیت نابرابر در تحرک و رفتار و همچنین اختیار و تسلط نابرابر بر منابع مالی است. بسیاری از این نابرابری‌های جنسیتی اجتماعی می‌تواند بر نحوه نگرش و توجه به سلامت زنان تأثیر بگذارد، که به نوبه خود می‌تواند میزان دسترسی زنان به خدمات و مراقبت‌های بهداشتی و میزان تمایل خانواده‌ها و جامعه بزرگ‌تر را برای سرمایه‌گذاری در مسائل بهداشتی زنان تعیین کند.

### سایر محورهای تبعیض و ستم
به غیر از تبعیض جنسیتی، محورهای ستم و تبعیض دیگری نیز در جامعه وجود دارد تا گروه‌های خاصی از زنان را به حاشیه راند، به ویژه کسانی که در فقر زندگی می‌کنند یا در موقعیت اقلیتی هستند.

#### نژاد و قومیت
نژاد یکی از محورهای مهم ظلم و تبعیض است که سبب می‌شود رنگین‌پوستان بیشتر از بقیه دچار خشونت ساختاری شوند. برای افراد رنگین‌پوست، نژاد علاوه بر جنسیت عاملی است که می‌تواند بر سلامت فرد اثر منفی بگذارد. مطالعات نشان داده‌است که در کشورهای پردرآمد و کم درآمد، میزان مرگ‌ومیر مادران ممکن است در قومیت‌های مورد تبعیض تا سه برابر بیشتر از زنان سفیدپوست باشد. در یک پژوهش در مورد نژاد و مرگ مادر در ایالات متحده آمریکا، نرخ مرگ‌ومیر مادران در آمریکایی‌های آفریقایی‌تبار نزدیک به چهار برابر بیشتر از زنان سفیدپوست بود. در آفریقای جنوبی هم، نرخ مرگ‌ومیر مادران در زنان سیاه‌پوست/آفریقایی و زنان رنگین‌پوست به ترتیب ۱۰ و ۵ برابر بیشتر از زنان سفیدپوست/اروپایی است.

#### وضعیت اجتماعی و اقتصادی
اگرچه زنان در سراسر جهان از نظر چالش‌های اثرگذار بر سلامت، شباهت‌های زیادی دارند، اما تفاوت‌های متمایز فراوانی نیز وجود دارد که به وضعیت‌های متفاوت اجتماعی-اقتصادی آنها مربوط است. نوعِ شرایط زندگی زنان تا حد زیادی نه تنها با موقعیت اجتماعی-اقتصادی خودشان، بلکه با وضعیت ملی-کشوری آنها نیز مرتبط است.
در هر رده سنی، زنان در کشورهای پردرآمد بیشتر عمر می‌کنند و کمتر از زنان ساکن در کشورهای کم‌درآمد از بیماری رنج می‌برند یا دچار مرگ زودرس می‌شوند. نرخ مرگ‌ومیر در کشورهای پردرآمد در میان کودکان و زنان جوان نیز بسیار پایین است، و بیشتر مرگ‌ومیرها پس از سن ۶۰ سالگی رخ می‌دهد. با این حال، در کشورهای کم‌درآمد، نرخ مرگ در سنین جوانی بسیار بالاتر است، به طوری که بیشتر مرگ‌ها در میان دختران، نوجوانان و زنان جوان تر اتفاق می‌افتد. داده‌های ۶۶ کشور در حال توسعه نشان می‌دهد که میزان مرگ کودکان در میان ۲۰٪ فقیر جامعه، تقریباً دو برابر نرخ مرگ در ۲۰٪ ثروتمند جامعه است. بارزترین تفاوت پیامدهای سلامت میان کشورهای ثروتمند و فقیر، در شاخص «مرگ مادر» است. در حال حاضر، بخش قابل توجهی از مرگ مادران در کشورهایی متمرکز شده‌است که از فقر یا انواع دیگری از بحران‌های بشردوستانه رنج می‌برند به نحوی که ۹۹٪ از بیش از نیم میلیون مرگ مادران در هر سال در این کشورها رخ می‌دهد. دلیل این وضعیت آن است که در این کشورها، ساختارهای سازمان‌نهادی و زیربنایی لازم برای محافظت از سلامت و رفاه زنان، یا وجود ندارند یا ضعیف هستند.
وضعیت در درونِ هر کشور نیز بهتر از این نیست، جایی که سلامت دختران و زنان به شدت تحت تأثیر عوامل اجتماعی و اقتصادی است. کسانی که در فقر زندگی می‌کنند یا از موقعیت اجتماعی-اقتصادی پایین‌تری برخوردار هستند، از نظر پیامدهای سلامتی وضعیت بدی دارند. تقریباً در همه کشورها، دختران و زنانی که در خانواده‌های ثروتمندتر زندگی می‌کنند، نسبت به آنهایی که در خانواده‌های فقیرتر زندگی می‌کنند، میزان مرگ‌ومیر پایین‌تری دارند و بیشتر از خدمات بهداشتی-درمانی استفاده می‌کنند. چنین نابرابری‌های بهداشتی که مرتبط با موقعیت اجتماعی-اقتصادی است، در تمامی کشورهای جهان، از جمله در کشورهای توسعه یافته دیده می‌شود.

#### بی‌عدالتی‌های زیست‌محیطی
عدالت زیست‌محیطی در اصل، وجود بی عدالتی توزیعی است که هم توزیع قدرت تصمیم‌گیری و هم توزیع فشارها و چالش‌های زیست‌محیطی را شامل می‌شود. این چالش‌های زیست‌محیطی که شامل آلودگی آب، مواد شیمیایی سمی در محیط و مسائلی از این دست است، ممکن است به‌طور نامتناسبی بر سلامت زنان اثر بگذارد. در بسیاری از موارد، زنان از سیاست‌گذاری‌ها و تصمیم‌گیری‌ها کنار گذاشته می‌شوند. این بی‌عدالتی‌ها به این دلیل اتفاق می‌افتد که زنان عموماً تحت تأثیر درهم‌تنیدگی و هم‌پوشانی ظلم‌های گوناگون قرار می‌گیرند که منجر به کاهش درآمد و موقعیت اجتماعی ضعیف‌تر آنان می‌گردد. علت اصلی این بی عدالتی‌ها، حضور بنیادین نابرابری‌های جنسیتی است، به ویژه در جوامع به حاشیه رانده‌شده (زنان بومی، زنان متعلق به جوامع کم‌درآمد، زنانِ ساکنِ جهانِ جنوب و غیره) که با تغییرات آب و هوایی تشدید هم خواهد شد. این زنان اغلب برای امرار معاش خود به منابع طبیعی متکی هستند و بنابراین یکی از اولین گروه‌هایی از مردم هستند که به شدت تحت تأثیر تغییرات آب و هوایی جهانی و بی عدالتی‌های زیست‌محیطی قرار می‌گیرند. علاوه بر این، زنان در سراسر جهان مسئول تأمین غذا، آب و مراقبت از خانواده خود هستند. این واقعیت‌ها، جرقهٔ جنبشی را برانگیخته است که معتقد است در حوزه فمینیسم، متون علمی، پژوهش‌ها و آموزش باید بیش از پیش جنسیت را در نظر داشته باشند.
با این حال، زنان همچنان در حوزه رسانه با تبعیض و ظلم مواجه هستند. سی‌ان‌ان و سازمان میدیا مترز گزارش کرده‌اند که تنها ۱۵ درصد از مصاحبه‌شوندگانی که نظرشان در رسانه‌ها دربارهٔ تغییرات آب و هوایی پرسیده شد، زن بوده‌اند. در مقایسه، زنان ۹۰ درصد از گروه‌های عدالت محیطی در سراسر ایالات متحده را تشکیل می‌دهند. کریستینا فیگرز، دبیر اجرایی کنوانسیون سازمان ملل متحد در مورد تغییرات آب و هوا، نابرابری جنسیتی در بی‌عدالتی زیست‌محیطی را به رسمیت شناخته و متعهد شده‌است که «جنسیت» را، محور مذاکرات پاریس در مورد تغییرات آب و هوایی قرار دهد. «زنان به‌طور نامتناسبی تحت تأثیر تغییرات اقلیمی قرار دارند. کاملاً مشهود است که مشارکت زنان و مردان، هر دو، عامل مهمی در تمام تصمیم‌گیری‌های لازم در مواجهه با چالش‌های اقلیمی و گام‌های عملی برای رفع آن است.» بررسی‌ها نشان داده‌اند که دخیل کردن و مشارکت فعال زنان در رهبری سیاست‌گذاری‌ها و تصمیم‌گیری‌ها، منجر به ارتقا تلاش‌های حفاظتی و کاهش تغییرات اقلیمی شده‌است.
با تجزیه و تحلیل علل ریشه‌ای، مشخص می‌گردد که زنان تغییرات آب و هوایی را با شدت نامتناسبی تجربه می‌کنند، دقیقاً به این دلیل که حقوق اولیه انسانی آنها به اشکال و شدت‌های مختلف در سراسر جهان انکار می‌شود. نابرابری جنسیتی اجباری، تحرک فیزیکی و اقتصادی، ابراز عقیده و فرصت‌های زنان را در بسیاری از مکان‌ها کاهش می‌دهد و آنها را در برابر فشارهای محیطی فزاینده آسیب‌پذیرتر می‌کند. زنان باردار بومی و فرزندان متولدنشده آنها به سبب بی عدالتی زیست‌محیطی، در برابر تغییرات اقلیمی و اثرات منفی آن بر سلامت آسیب‌پذیرتر هستند. زنان بومی، زنان متعلق به جوامع کم‌درآمد، و زنانِ ساکنِ جهانِ جنوب بار سنگین‌تری از تأثیر تغییرات اقلیمی را به دلیل تأثیرهای تاریخی و مداوم استعمار، نژادپرستی و نابرابری متحمل می‌شوند و در بسیاری از موارد، دلیلش آن است که این زنان برای بقای خود بیشتر به منابع طبیعی متکی هستند و/یا در مناطقی زندگی می‌کنند که زیرساخت‌های ضعیفی دارند. خشکسالی، سیل، و الگوهای اقلیمی غیرقابل پیش‌بینی و شدید چالش‌های «زندگی یا مرگ» را برای بسیاری از زنان ایجاد می‌کند که اغلب مسئول تأمین غذا، آب و انرژی برای خانواده‌هایشان هستند.

### سوگیری جنسیتی در کارآزمایی‌های بالینی
سوگیری جنسیتی در پژوهش‌ها و تشخیص‌های پزشکی شایع است. به لحاظ تاریخی، زنان از کارآزمایی‌های بالینی کنار گذاشته می‌شدند که بر اعتبار پژوهش‌ها و تشخیص اثر می‌گذارد. در تمامی کارآزمایی‌های بالینی، مردان سفیدپوست نمونه‌های رایج مورد آزمایش بوده‌اند و یافته‌ها سپس به سایر جمعیت‌ها تعمیم داده شده‌است. زنان به دلیل سطوح متغیر هورمونی که به‌طور قابل‌توجهی با مردان متفاوت است، نمونه‌های گران‌تر و پیچیده‌تر برای کارآزمایی بالینی محسوب می‌شدند. به‌طور خاص، زنان باردار به عنوان یک جمعیت در معرض خطر در نظر گرفته شدند و بنابراین از شرکت در هر گونه کارآزمایی بالینی منع شده‌اند.
در سال ۱۹۹۳، سازمان غذا و داروی ایالات متحده آمریکا (FDA) «دستورالعمل‌هایی برای مطالعه و ارزیابی تفاوت‌های جنسیتی در ارزیابی بالینی داروها» را منتشر کرد و مصوبهٔ ۱۹۷۷ مبنی بر ممنوعیت شرکت همه زنان باردار را در از آزمایش‌های بالینی و پژوهشی بازنگری و بازنویسی کرد. بدینوسیله، این سازمان توصیه نمود که زنان در کارآزمایی‌های بالینی برای بررسی تفاوت‌های جنسیتی شرکت داده شوند، و تصریح کردند که جمعیتی که در کارآزمایی‌های بالینی قرار می‌گیرد باید نمایندهٔ جمعیتی باشد که قرار است دارو برایشان تجویز شود. این امر باعث شد شرکت کنندگان زن هم در کارآزمایی‌های بالینی مؤسسه ملی سلامت مد نظر قرار گیرند. مقررات سازمان غذا و داروی آمریکا در سال ۱۹۹۸ «معرفی داده‌های ایمنی و اثربخشی در برخی زیرگروه‌های خاص جمعیتی در گزارش‌های پژوهشی کاربرد داروی‌های جدید» مقرر می‌دارد که آزمایش‌های دارویی، باید ایمنی و اثربخشی آن را در هر دو جنس به منظور کسب تأییدیه اثبات کند و بعد، داروها تولید انبوه شوند. برخی داروها به‌دلیل اثرات نامطلوب بر روی زنان که در طول کارآزمایی‌های بالینی به درستی مورد مطالعه قرار نگرفته بودند، از بازار خارج شدند. چندین مطالعه جدیدتر گذشته‌نگر مشخص کردند که بسیاری از مطالعات انجام یافته با بودجه فدرال از سال ۲۰۰۹ درصد بیشتری از شرکت کنندگان زن را منظور کردند، اما یافته‌های به‌دست آمدهٔ مختص به دو جنس را ارائه نکردند.
در سال ۱۹۹۴، سازمان غذا و دارو «دفتر سلامت زنان» را تأسیس کرد، که پژوهش‌گران را تشویق می‌کند که جنسیت را به عنوان یک متغیر زیست‌شناختی به‌درستی در مطالعات تحقیقاتی در نظر بگیرند. سازمان غذا و دارو و مؤسسه ملی سلامت چندین کوشش رسمی مداوم انجام داده‌اند تا مطالعهٔ تفاوت‌های جنسیتی در آزمایش‌های بالینی بهبود یابد، از جمله «پروژه ابتکاری مسیر بحرانی»، که از نشانگرهای زیستی، فناوری‌های پیشرفته و طرح‌های آزمایشی جدید برای تجزیه و تحلیل بهتر زیرگروه‌ها استفاده می‌کند. ابتکاری دیگر، «نگاه کلی به کارآزمایی دارو»، شفافیت در تجزیه و تحلیل زیر گروه‌های جنسیتی را از طریق یک وب‌سایت متمرکز بر مصرف‌کننده امکان‌پذیر می‌سازد. با این حال، علیرغم چنین کاری، زنان کمتر از آزمایش‌های بالینی آگاه می‌شوند یا در آن شرکت می‌کنند.
اگرچه در حال حاضر گنجاندن زنان در کارآزمایی‌های بالینی الزامی است، اما چنین الزامی برای استفاده از مدل‌های حیوانی مؤنث در پژوهش‌های غیرانسانی وجود ندارد. به‌طور معمول، مدل‌های مذکر در پژوهش‌های غیرانسانی استفاده می‌شود و نتایج به مؤنث‌ها تعمیم می‌یابد. این می‌تواند تشخیص را پیچیده کند. یک مقاله مروری در سال ۲۰۱۱ سوگیری جنسی را در پژوهش‌های زیست‌پزشکی مورد بررسی قرار داد و دریافت که در حالی که سوگیری جنسی در آزمایش‌های بالینی انسانی کاهش یافته‌است، به ویژه از زمان قانون احیای مؤسسه ملی سلامت ایالات متحده در سال ۱۹۹۳، سوگیری جنسی در مطالعات غیرانسانی افزایش یافته‌است. علاوه بر این، بیشتر پژوهش‌ها در تجزیه و تحلیل نتایج بر پایهٔ جنسیت ناکام بوده‌اند. نمونه دیگری از این وضعیت، اپیدمی تالیدومید است. در اواخر دهه ۱۹۵۰ تالیدومید برای درمان تهوع حاملگی در زنان باردار تجویز شد. استفاده از آن به‌طور غیرمنتظره ای منجر به نقایص شدید مادرزادی در بیش از ۱۰٬۰۰۰ نوزاد شد. با این حال، مطالعات مناسبی برای تعیین عوارض جانبی در زنان، به‌ویژه زنان باردار انجام نشده بود و مشخص شد که موش‌ها که مدل حیوانی مورد استفاده برای آزمایش تالیدومید بودند، نسبت به انسان‌ها حساسیت [و آسیب‌پذیری] کمتری به این دارو داشتند.

### سوگیری جنسیتی در تشخیص‌های پزشکی
بررسی متون علمی منتشره در ۷۷ مقاله پزشکی در سال ۲۰۱۸، سوگیری جنسیتی را زمینهٔ «درد» در مواجههٔ حرفه‌ای بیمار و پزشک نشان داد. یافته‌های آن‌ها نوعی تفاوت را در انتظارات و نحوهٔ درمان مردان و زنان تأیید می‌کند، «که ریشه‌اش نه در تفاوت‌های بیولوژیکی، بلکه در نقش جنسیتی آنان نهفته بود.» برای نمونه، زنان مبتلا به درد به‌عنوان «هیستریک، احساساتی، شکوه‌گر، بی‌تمایل به بهبود، متمارض و خیال‌باف - گویی که همه این شکایت‌های درد فقط در ذهنش می‌گذرد - در نظر گرفته می‌شدند». پزشکان علت درد را در زنانی که از درد مزمن رنج می‌برند، به اشتباه دلایل روانی و نه جسمی می‌دانند و در جستجوی تأثیر داروهای ضد درد که به مردان و زنان داده می‌شود، مطالعات نشان می‌دهد که زنان مسکن مؤثر کمتری دریافت کرده‌اند، داروهای ضد درد افیونی کمتری گرفتند و بیشتر داروهای ضدافسردگی دریافت می‌کنند یا به متخصص روان‌پزشکی ارجاع می‌شوند.

## مدیریت و راهکار
در چهارمین کنفرانس جهانی زنان تأکید شده که مردان و زنان حق یکسانی برای برخورداری از بالاترین استانداردهای قابل دستیابی در سلامت جسمی و روان دارند. با این حال، زنان به‌دلیل عوامل اجتماعی، فرهنگی، سیاسی و اقتصادی که مستقیماً بر سلامت آنها تأثیر می‌گذارد و شرایطی که دسترسی آنها به اطلاعات و مراقبت‌های مرتبط با سلامت را مختل می‌کند، در وضعیت نامساعدی هستند. سازمان جهانی بهداشت در «گزارش بهداشت جهانی» در سال ۲۰۰۸، تأکید کرد که راهکارهای بهبود سلامت زنان باید به‌طور کامل عوامل اساسی سلامت، به‌ویژه نابرابری جنسیتی را در نظر بگیرند. علاوه بر این، موانع اجتماعی-اقتصادی و فرهنگی خاصی نیز که زنان را در حفاظت و ارتقای سلامت خود) دچار مشکل می‌کند، باید مورد توجه قرار گیرد.

### شامل‌سازی جنسیتی

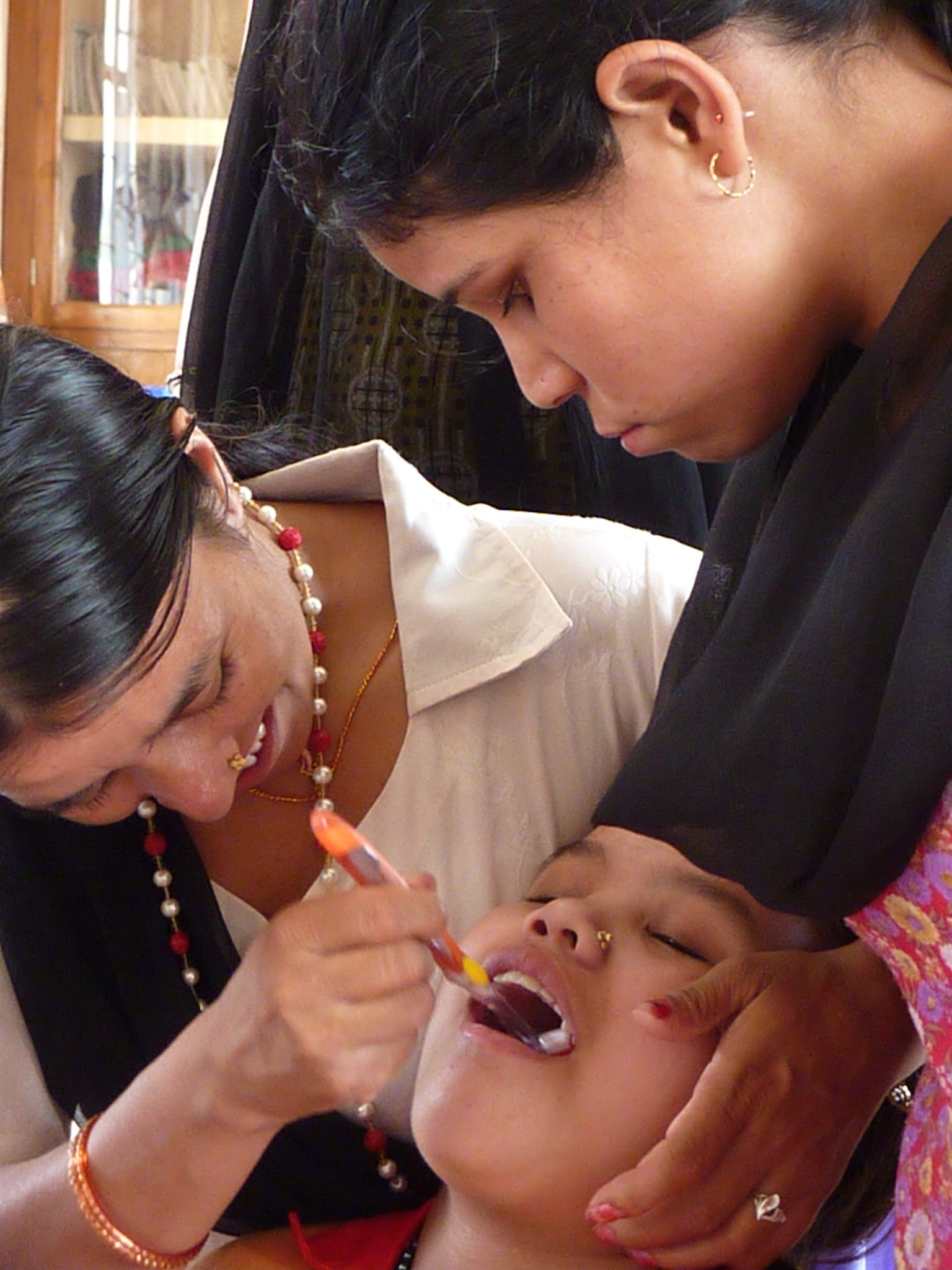
آموزش زنان روستایی طی «برنامهٔ ارتقای سلامت دهان» در نپال

شامل‌سازی جنسیتی به عنوان یک استراتژی جهانی مهم برای ارتقای برابری جنسیتی در «مواضع‌نامه اقدام پکن» در چهارمین کنفرانس جهانی زنان سازمان ملل متحد در سال ۱۹۹۵ ایجاد شد. شامل‌سازی جنسیتی توسط شورای اقتصادی و اجتماعی سازمان ملل متحد در سال ۱۹۹۷ به شرح زیر تعریف شده‌است:
«شامل‌سازی یک دیدگاه جنسیتی فرایند ارزیابی پیامدهای هر گونه اقدام برنامه‌ریزی‌شده، از جمله قانون‌گذاری، سیاست‌ها یا برنامه‌ها، در همه زمینه‌ها و سطوح بر روی زنان و مردان است. این یک استراتژی است تا دغدغه‌ها و تجربیات زنان و مردان را، بُعد لاینفک طراحی، اجرا، نظارت و ارزیابی سیاست‌ها و برنامه‌ها در تمامی حوزه‌های سیاسی، اقتصادی و اجتماعی کند به‌گونه‌ای که زنان و مردان به‌طور مساوی بهرمند شده و نابرابری تداوم نیابد. هدف نهایی دستیابی به برابری جنسیتی است.»
در چند سال گذشته، «شامل‌سازی جنسیتی» به یک رویکرد ترجیحی برای دستیابی به برابری سلامت بیشتر بین مردان و زنان تبدیل شده‌است. این رویکرد از این درک ناشی می‌شود که راهبردهای کارشناسی برای کاهش نابرابری‌های جنسیتی در سلامت ضروری هستند، اما کافی نیستند، مگر اینکه تبعیض جنسیتی، سوگیری و نابرابری که در ساختارهای سازمانی حکومت‌ها و سازمان‌ها - از جمله سیستم‌های سلامت - وجود دارند، به چالش کشیده شده و به آن پرداخته شود. رویکرد شامل‌سازی جنسیتی پاسخی است به این درک و شناخت که نگرانی‌های جنسیتی باید در همه جنبه‌های تکوین سیاست‌ها و برنامه‌ریزی‌ها، از طریق تحلیل‌های جنسیتی همه‌جانبه و اجرای اقداماتی که به توازن قدرت و توزیع منابع و امکانات بین زنان و مردان می‌پردازد، صورت پذیرد. به منظور پرداختن به نابرابری‌های سلامت جنسیتی، شامل‌سازی جنسیتی در سلامت متمرکز به دو هدف است: اول، به دنبال شناسایی و رسیدگی به تفاوت‌ها و نابرابری‌های مبتنی بر جنسیت در همه طرح‌های بهداشتی است. دوم، در راستای اجرای طرح‌هایی کار می‌کند که پاسخ‌گویه نیازهای بهداشتی خاص زنان باشد که منتج از تفاوت‌های بیولوژیکی بین زنان و مردان (به عنوان مثال سلامت مادر) یا تبعیض جنسیتی در جامعه (مانند خشونت مبتنی بر جنسیت؛ دسترسی کمتر به خدمات بهداشتی-درمانی) است.
سیاست جدید بهداشت عمومی سوئد، که در سال ۲۰۰۳ به اجرا درآمد، به عنوان یک نمونه مهم از شامل‌سازی جنسیت در سیاست‌های بهداشتی شناخته می‌شود. طبق گزارش سازمان جهانی بهداشت، سیاست بهداشت عمومی سوئد به گونه ای طراحی شده که نه تنها به «عوامل اجتماعی تعیین‌کننده سلامت» می‌پردازد، بلکه جنسیت شهروندان در تصمیم‌گیری‌ها و استراتژی‌ها بهداشت عمومی در هم تنیده‌است. در این سیاست‌ها، به‌طور خاص تعهد نظام سلامت به رسیدگی و کاهش نابرابری‌های جنسیتی در سلامت بارز است.

### توانمندسازی زنان
سازمان ملل متحد افزایش مشارکت زنان را به عنوان راهی برای دستیابی به برابری جنسیتی در حوزه آموزش، کار و بهداشت معرفی کرده‌است؛ چرا که زنان به‌عنوان مراقبت‌کنندگان، به‌طور رسمی و غیررسمی، هم در خانواده و هم در جامعه بزرگ‌تر، نقش مهمی را ایفا می‌کنند. برآورد شده در ایالات متحده آمریکا، ۶۶٪ از تمام مراقبت‌کنندگان زن هستند، که یک سوم آنها از دو یا چند نفر مراقبت می‌کنند. به گفته سازمان جهانی بهداشت، مهم است که رویکردها و چارچوب‌هایی که برای رسیدگی به نابرابری‌های جنسیتی در سلامت اجرا می‌شوند، این واقعیت را در نظر داشته باشند که اکثر مراقبت‌ها توسط زنان انجام می‌شود. یک فراتحلیل از ۴۰ پروژه مختلف توانمندسازی زنان نشان داد که افزایش مشارکت زنان، کیفیت زندگی را در حوزه‌های متعددی بهبود بخشید. این پیشرفت‌ها در زمینه افزایش نیازهای حمایتی در زنان، افزایش دوام ساختاری-تشکیلاتی، سیاست‌های زن‌محور و تغییرات دولتی بود و سبب بهبود شرایط اقتصادی در زنان طبقه کارگر شد.
در نپال، یک مداخله مشارکتی اجتماعی برای شناسایی مشکلات محلی زایمان و تدوین راهکارهایی برای آن، در کاهش مرگ‌ومیر نوزادان و مرگ مادران در جمعیت روستایی مؤثر بوده‌است. برنامه‌های اجتماعی مشابه در مالزی و سری‌لانکا که از ماماهای آموزش‌دیده به عنوان کارکنان بهداشتی در خط مقدم استفاده می‌کردند نیز باعث کاهش سریع مرگ‌ومیر مادران شدند.

### وضعیت‌های نابرابری‌های جنسیتی در سلامت در نقاط مختلف جهان
منطقه جنوب شرق آسیا
زنان در جنوب شرق آسیا اغلب در زمینهٔ روابط فرهنگی، اقتصادی و اجتماعی، خود را در موقعیت‌های فرودست و تسلیم قدرت و همچنین در وابستگی به همتایان مرد خود می‌بینند. از آنجا که زنان در این منطقه  کنترل و اختیار چندانی از خود ندارند، توانایی دختران برای مقابله با تعصبات نسلی در رابطه با نقش‌های خاص جنسیتی بسیار محدود است. برخلاف بسیاری از کشورهای صنعتی دیگر، امید به زندگی برای زنان در این منطقه برابر یا کوتاهتر از مردان است و احتمال زنده ماندن در پنج سال اول زندگی نیز برای زنان برابر یا کمتر از مردان است.
یک دلیل احتمالی در مورد وجودِ چنین تفاوت‌هایی در وضعیت سلامت و دسترسی به امکانات در میان جنسیت‌ها، سبت نامتعادل جنسیتی در برخی مناطق است - برای مثال، شبه قاره هند دارای نسبت ۷۷۰ زن به ازای هر ۱۰۰۰ مرد است. بی‌توجهی به کودکان دختر، دسترسی محدود یا ضعیف به مراقبت‌های بهداشتی، سقط جنین انتخابی جنسی، و مرگ‌ومیر دوران باروری همگی دلایل دیگری هستند که نشان می‌دهد چرا نابرابری شدید بین جنسیت‌ها وجود دارد. گمان می‌رود آموزش و افزایش استقلال اقتصادی-اجتماعی به همسطح کردن دسترسی به مراقبت‌های بهداشتی بین جنسیت‌ها کمک کند، اما شرایط و نگرش‌های اجتماعی-فرهنگی کنونی در مورد اولویت دادنِ مردان بر زنان سبب رکود پیشرفت شده‌است. سری‌لانکا به کَرات به‌عنوان الگویی برای سایر کشورهای منطقه مورد توجه بوده‌است، زیرا تفاوت‌های اندکی در سطح بهداشت، تحصیل و اشتغال بین جنسیت‌ها وجود دارد.
اروپا
مطابق اعلام سازمان جهانی بهداشت داده‌های تحقیقاتی ملموس، وجود تبعیض جنسیتی در اروپا را موردِ عدم دسترسی و تأمین سلامت در این منطقه تأیید می‌کند. در منطقهٔ اروپا، از هر ۵ زن، ۱ نفر قربانی خشونت خانگی شده‌است، در حالی که قتل‌های ناموسی، بریدن آلت زنانه، و عروس‌ربایی هنوز اتفاق می‌افتند. مطالعات بیشتر توسط WHO نشان داده‌است که زنان مهاجر ۴۳ درصد بیشتر با خطر داشتن فرزند کم وزن، ۶۱ درصد بیشتر در خطر داشتن فرزندی با ناهنجاری‌های مادرزادی و ۵۰ درصد بیشتر با خطر مرگ پیرازایشی مواجه هستند. در کشورهای اروپایی، زنان اکثریت بیکاران را تشکیل می‌دهند و به‌طور متوسط ۱۵ درصد کمتر از مردان درآمد دارند و ۵۸ درصد نیز بیکار هستند. تفاوت در دستمزدها در اروپای شرقی حتی بیشتر است، چنان‌که میانگین دستمزد زنان در آلبانی ۴۹۵۴ دلار آمریکا و میانگین دستمزد مردان ۹۱۴۳ دلار است.
منطقه مدیترانه شرقی
دسترسی به آموزش و اشتغال از عناصر کلیدی در دستیابی به برابری جنسیتی در سلامت است. سازمان جهانی بهداشت گزارش کرده که نرخ باسوادی زنان در مدیترانه شرقی به‌شدت از همتایان مرد خود کمتر است، و به عنوان نمونه در موارد یمن ۶۶ به ۱۰۰ و در جیبوتی ۶۲ به ۱۰۰ است. موانع دیگری به غیر از اولویت دادن به مردان، شامل ناتوانی زنان در این منطقه در ادامه تحصیلات عالیه به دلیل محدودیت‌های اقتصادی است. به عنوان مثال، در مصر استفاده از روش‌های پیشگیری از بارداری و آگاهی از گزینه‌های باروری در بین زنانی که تحصیلات بالاتری داشتند، بیشتر است. میزان استفاده از روش‌های پیشگیری از بارداری در میان آن‌هایی که تحصیلات دانشگاهی داشتند در مقابل بی‌سوادها ۹۳ درصد است.
با توجه به تأثیر اشتغال بر توانمندی‌های زنان در شناخت و مبارزه برای برابری در مراقبت‌های بهداشتی و سلامت، سازمان جهانی بهداشت دریافت در این منطقه، زنان در مقایسه با سایر مناطق (به‌طور متوسط ۲۸ درصد) کمتر در بازار کار مشارکت دارند. کمترین تعداد زنان شاغل (با دستمزد) در این منطقه مربوط به عربستان سعودی و سایر کشورهای عضو شورای همکاری خلیج فارس است، در حالی که بیشترین تعداد زنان شاغلِ با حقوق مربوط به کشورهای مراکش، لبنان و یمن بوده‌است.
عدم دسترسی به خدمات و مراقبت‌های بهداشتی در این منطقه مسائل را بیش از پیش پیچیده می‌کند، زیرا برخی کشورهای آن در حال حاضر به دلیل درگیری‌های قومی و جنگ‌های مداوم تحت فشار هستند. به گفته سازمان جهانی بهداشت، نسبت پزشکان به شهروندان عادی در کشورهای سودان، سومالی، یمن و جیبوتی به‌شدت پائین است، و در همین حین زیرساخت‌های بهداشتی در کشور افغانستان تقریباً وجود ندارد. دوری مسافت و فاصلهٔ زیاد از خدمات پزشکی و بیمارستانی، دسترسی زنان به خدمات سلامت را در این مناطق بغرنج تر نموده‌است زیرا اکثریت آنها قادر به پرداخت هزینه‌های حمل و نقل یا صرف زمان طولانی برای تردد نیستند.
منطقه غربی اقیانوس آرام
در این منطقه، سازمان جهانی بهداشت، تقسیم کارها بر مبنای جنسیت را دلیلی برای تفاوت در مخاطرات سلامت در هر دو جنس اغلام نموده‌است. بیشتر اوقات، زنان این منطقه به اشکال کارهای ناامن و غیررسمی مشغول هستند، بنابراین نمی‌توانند از مزایای کارهای رسمی مانند بیمه یا مستمری بهره‌مند شوند. در زمینه آموزش، شکاف بین دختر و پسر در مدارس ابتدایی و متوسطه نسبتاً کم است، با این حال، توزیع نابرابر نرخ سواد بین کشورهای مختلف در این منطقه غیرقابل انکار است. بر اساس گزارش سازمان جهانی بهداشت، تفاوت قابل توجهی در میزان سواد بین مردان و زنان به ویژه در پاپوآ گینه نو (۵۵٫۶٪ در زنان و ۶۳٫۶٪ در مردان) و جمهوری دموکراتیک خلق لائوس (۶۳٫۲٪ در زنان و ۸۲٫۵٪ در مردان) وجود دارد.